# ビリー・ヒューズ
ウィリアム・モーリス・"ビリー"・ヒューズ（英語: William Morris "Billy" Hughes, CH KC、1862年9月25日 - 1952年10月28日）は、オーストラリアの政治家、第7代首相。

## 人物
1862年、ロンドンのピムリコで生まれた。両親はウェールズ人。1884年にオーストラリアに移住し、コックとして働いたり、肉体労働に従事。1886年にシドニーに移り、1890年には本屋を経営するようになる。